# 趙增益
趙增益（1920年—1993年2月27日），男，山西平定人，中华人民共和国政治人物。

## 生平
赵增益是山西平定县宋家庄村人。1937年5月，参加山西牺牲救国同盟会，1937年10月加入中国共产党。
抗日战争时期，历任晋东抗日游击队组织股长、八路军129师10旅28团政治处总支书记、太行二分区情报处副处长。
第二次国共内战时期，历任晋冀鲁豫军区情报处处长、二野三纵队司令部作战处处长、中原军区运输司令部参谋长。
建国后，历任川东区党委副秘书长、秘书长。
1952年10月，任云南省中共昆明市委第二副书记、昆明市总工会主席、党组书记。1956年2月，任昆明市委第二书记。1956年4月，任昆明市政协第一届委员会主席。1956年6月，任昆明市委第一书记。1979年3月，任云南省革命委员会副主任。
1979年8月，任中共云南省委副书记。1979年12月，任云南省常务副省长。1982年8月，任中共江西省委书记、江西省人民政府代省长、省长。1985年6月，任江西省顾问委员会主任。
1993年2月27日，在上海逝世，终年73岁。